# Fonualei
Fonualei è un'isola vulcanica disabitata situata nella divisione di Vava'u dell'arcipelago delle Tonga, nell'Oceano Pacifico.
Si trova a 70 km a nord-ovest di Vava'u e fa parte della zona di subduzione delle Kermadec-Tonga altamente attiva e del suo arco vulcanico associato, che si estende dalla Nuova Zelanda alle Figi.
L'isola più vicina a Fonualei è Tokū a 19,7 km sud-est.

## Storia
Il primo europeo ad avvistare l'isola fu Don Francisco Mourelle de la Rua sulla Princesa il 26 febbraio 1781. Riferì che l'isola era sterile per via delle eruzioni e la chiamò, per questo motivo, Amargura (amarezza in spagnolo). Successivamente fu vista da Jean-François de La Pérouse il 27 dicembre 1787 e dalla HMS Pandora durante la caccia agli ammutinati del Bounty, che la chiamarono Isola di Gardner.

## Geografia
L'isola è la vetta di uno stratovulcano attivo che si erge a 1000 m dal fondale marino. Ha un diametro di 2 km e un'altezza massima di 188 m.
La costa è circondata da scogliere, con solo due spiagge adatte all'approdo.

### Eruzioni
La prima eruzione registrata del Fonualei risale al 1791. Una grande eruzione iniziata l'11 giugno 1846 distrusse gran parte della vegetazione di Vava'u e sparse cenere per almeno un anno. Un'altra eruzione fu segnalata nel luglio 1938.

## Ambiente
L'isola è stata designata come Important Bird Area da BirdLife International.
Ospita una grande colonia di sterne fuligginose. Altri uccelli trovati sull'isola includono la tortorina amichevole delle Samoa, il piccione imperiale del Pacifico, la schiribilla fuligginosa, il pollo sultano australasiano, il succiamiele caruncolato e lo storno polinesiano. Gli uccelli marini e costieri includono la sula piedirossi e la sula fosca, la fregata minore e maggiore, la sterna bianca, il fetonte codarossa, la sterna stolida bruna e nera, il piviere dorato del Pacifico ed il chiurlo di Tahiti.
L'unico mammifero terrestre è la volpe volante del Pacifico.
Nel 1993 l'isola Fonualei è stata valutata come un potenziale habitat per il megapodio delle Tonga, in pericolo di estinzione. Sono state traslocate 70 uova e 10 pulcini. L'introduzione ha avuto successo e nel 2003 la popolazione è stata stimata tra 300 e 500 uccelli. Nel 2013 è stata stimata tra 600 e 1.000 adulti.